# René Dejonckheere
Pour les articles homonymes, voir Dejonckheere.
René Dejonckheere, né à Brugelette le 9 avril 1959 est un homme politique belge, ancien député d'Ecolo.
Assistant social de formation, il travaille depuis 1997 au Centre Local de Promotion de la Santé du Hainaut occidental (CLPS-Ho) de Tournai.

## Carrière politique
- Député belge du 24 novembre 1991 au 12 avril 1995.
  - Membre du Conseil interparlementaire consultatif de Benelux.